# Guillaume de Nogaret
Guillaume de Nogaret, Wilhelm de Nogaret (ur. ok. 1260 w Saint-Félix, zm. 1313) – dworzanin i główny doradca ds. bezpieczeństwa króla Francji, Filipa Pięknego. Pełnił de facto rolę naczelnika królewskiej policji politycznej, zajmującego się zarazem wszelkimi ‘brudnymi sprawami’. Odegrał ważną rolę w konflikcie króla z papieżem, jak również w procesie templariuszy. Pełnił funkcję strażnika pieczęci od 1307 roku do śmierci.

## Działalność polityczna
Wilhelm de Nogaret studiował, a potem wykładał prawo rzymskie w Montpellier. W 1294 roku otrzymał stanowisko w sądzie królewskim, w roku 1299 został pasowany na rycerza. W 1300 został wysłany z poselstwem do Stolicy Apostolskiej. Po śmierci Pierre’a Flote w bitwie pod Courtrai (1302) Nogaret został najwyższym doradcą króla. Po wydaniu przez papieża Bonifacego VIII bulli Unam Sanctam Nogaret doprowadził do eskalacji konfliktu na linii król Francji – papież. Podczas zjazdu w Luwrze 12 marca 1303 ostro zaatakował głowę Kościoła.
Nogaret zjednoczył się z włoskimi wrogami papieża (Sciarra Colonna i inni) i zorganizował zamach na Bonifacego VIII. Zaskoczył go 7 września w małym miasteczku Anagni, gdzie znajdowała się letnia rezydencja papieska. Papież musiał z tego powodu odwołać ustalone na 8 września odczytanie bulli godzącej w Filipa Pięknego.

## Kluczowa rola w procesie templariuszy
Nogaret był jednym z inicjatorów procesu templariuszy i przyczynił się w dużym stopniu do skazania ich hierarchów na karę śmierci przez spalenie na stosie. Według niektórych źródeł osobiście przesłuchiwał Jakuba de Molay, wielkiego mistrza oraz innych zwierzchników zakonu, poddawszy ich uprzednio wymyślnym torturom, w rezultacie czego przyznali się oni do herezji. Sterowany przez Nogareta proces skutkował wydaniem wyroku śmierci na niemal wszystkich hierarchów zakonu.
Podczas egzekucji palony na stosie Jakub de Molay według legendy miał w ostatnich słowach wykrzyknąć: Avant un an, je vous cite à paraître au tribunal de Dieu ... [Rycerzu Wilhelmie, królu Filipie, papieżu Klemensie! Nim rok minie spotkamy się na Sądzie Bożym]. Papież i król zmarli faktycznie krótko po śmierci mistrza, jednakże Nogaret zmarł w rzeczywistości w 1313 roku.
W cyklu powieściowym Królowie przeklęci Maurice’a Druona znajduje się opowieść o otruciu Nogareta tzw. „wężem faraona” i jego śmierci po spaleniu de Molaya. Według powieści Nogaret został otruty przez członków rozwiązanego już wówczas zakonu templariuszy. Wilhelm i jego zaufani zdawali sobie sprawę, że jest on stopniowo poddawany działaniu trucizny, lecz nie mogli dojść jej źródła, gdyż wszystkie potrawy i napoje, a nawet woda, którą się mył, były starannie kontrolowane. Trucizną miały być nasycone knoty świec, których Nogaret używał jako oświetlenia pracując w nocy.